# INKODE
iNKODE（インコード、朝: 인코드）は、韓国の芸能プロダクション。東方神起、JYJの元メンバーでソロ歌手のジェジュンとCUBEエンターテインメント副社長出身のノ・ヒョンテが2023年に設立した。 

## 所属

### アーティスト
- ジェジュン
- チョン・ニコル[2]（KARA）
- SAY MY NAME[3]

### 俳優
- オ・ジユル[4]（子役）
- チョン・シヒョン
- ソン・ジウ[5]（子役）
- ソン・ウジュ[6]
- イ・ジフン[7]
- キム・ミンジェ